# Ragnvald II. (Isle of Man)
Ragnvald II. (auch Reginald II., Reginald Olafsson oder Rognvald; † 30. Mai 1249 bei Rushen) war kurzzeitig König der Isle of Man.
Über Ragnvald ist nur wenig bekannt. Er entstammte der Dynastie der Godfreysons und war ein jüngerer Sohn von König Olaf dem Schwarzen. Nach dem Tod seines Vaters 1237 wurde zunächst sein älterer Bruder Harald König der Isle of Man und einiger weiteren westschottischen Inseln. Nachdem die Nachricht vom Tod Haralds auf der Rückreise aus Norwegen Man erreicht hatte, wurde Reginald am 6. Mai 1249 zu seinem Nachfolger erklärt. Bereits am 30. Mai wurde er jedoch auf einer Wiese bei dem Dorf Rushen Rushen von einem Ritter namens Ivar ermordet. Er wurde in der Klosterkirche von Rushen Abbey beigesetzt. Die genauen Umstände der Ermordung sind unbekannt, doch da bereits wenig später Ragnvalds Cousin Harald die Macht ergriff, ist es gut möglich, dass dieser der eigentliche Anstifter des Mords gewesen war. Harald konnte sich jedoch nicht dauerhaft als König behaupten und wurde 1252 von Ragnvalds Bruder Magnus verdrängt.

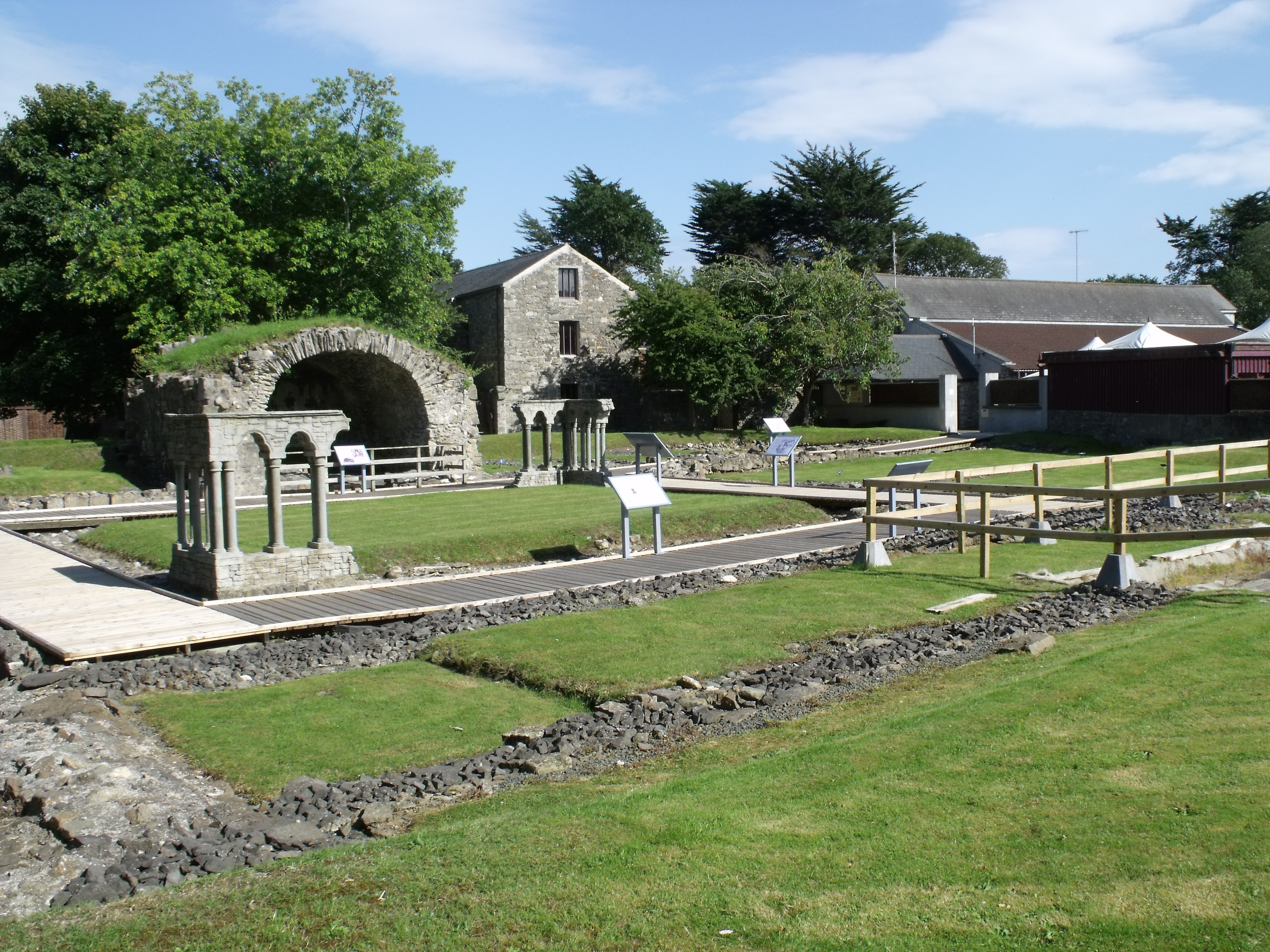
Die Ruinen von Rushen Abbey, wo Ragnvald beigesetzt wurde

Nach 1290 beanspruchte eine Mary den Besitz der Isle of Man. Sie soll eine Tochter von Ragnvald gewesen sein. Nach 1305 versuchte ihr Enkel John Waldebeof vergeblich, beim englischen König Eduard I. seine Ansprüche auf Man durchzusetzen.